# Гірнича промисловість Чилі
Гірнича промисловість Чилі — галузь промисловості Чилі.

## Загальна інформація
Структура гірничодобувної промисловості Ч. в кінці XX ст. була така (за вартістю, %): гірничорудна сировина — 84, паливна — 9, гірничохімічна — 5, нерудних матеріалів — 2. Понад 60 % сировини видобувають підприємства компанії «Codelco», що є одним з найбільших виробників міді і молібдену у світі. Крім того, у Ч. видобувають: нафту, газ, вугілля, молібден, золото, срібло, залізні руди, йод, селітру, літій та ін. Бл. 60 % прямих іноземних інвестицій в економіку Чилі зосереджено в гірничодоб. промисловості. Бл. 90 % її продукції йде на експорт. Осн. ринки збуту — США, Західна Європа, Японія.
На початку XXI ст. уряди Чилі і Перу підписали угоду зі створення робочої групи, діяльність якої буде направлена на координацію робіт в гірничодобувному секторі. Сфера інтересів робочої групи — розробка родовищ міді, цинку, свинцю і олова та ін. У кінці XX ст. частка мінерально-сировинного сектора економіки Чилі в загальному обсязі експорту з країни становила 45-50 %, в яких 82 % забезпечувалося за рахунок Cu. Іноземні інвестиції в економіку Чилі за 1998 р. становили 6,55 млрд дол., з них 39,9 % в мінерально-сировинний сектор.
Державні інвестиції в Ч. у мінерально-сировинний сектор економіки на 2000 р. становлять 600 млн дол., в тому числі на реконструкцію комплексу гірничо-металургійних підприємств Radomiro Tomic компанії Codelco 220 млн дол. Проєктом реконструкції передбачається збільшення продуктивності комплексу від 180 до 250 тис. т Cu на рік (Mining J. — 2000. — 334, 8568). У 1998 р. виробництво Mo 25,0 та I 9,72 тис. т. В значних обсягах видобували Ag, виробляли Se, В, Li і Re.
У 2001 р. (в дужках за 2000 р.) в країні було видобуто 4,63 (4,6) млн т Cu в руді, 51,2 (51,9) т Au і 1105,6 (1202,1) т Ag. Головний виробник — компанія Codelco, оголосила про зменшення видобутку Cu на 106 тис. т в 2002 р. Інші компанії також намітили зниження обсягу видобутку [Metal Bull. Mon. — 2002. — March. — Р. 58-59, 61].
Дані щодо видобутку основних видів мінералів в Чилі наведені в табл.

## Видобуток основних видів мінералів в Чилі, тис.т
| Мінерали       | 2000  | 2001  |
| Мідь           | 4 646 | 4 766 |
| Молібден       | 34    | 33    |
| Золото (т)     | 54    | 43    |
| Срібло (т)     | 1 242 | 1 349 |
| Залізна руда   | 5 398 | 5 437 |
| Нітрати        | 988   | 1 072 |
| Йод            | 10    | 11    |
| Хлорид натрію  | 5 083 | 5 989 |
| Карбонат літію | 36    | 31    |
| Свинець        | 1     | 1     |
| Цинк           | 31    | 33    |

## Окремі галузі
Нафта і природний газ. Чилі володіє невеликими запасами нафти, видобуток якої покриває бл. 1/4 потреб країни. Видобуток нафти і газу почато у 1945 на суші і у 80-х рр. на шельфі, в Магеллановій протоці. Осн. районами видобутку газу є пр. Магальянес і о. Вогненна Земля. Транспортування газу здійснюється мережею газопроводів.
Вугілля. Видобуток вугілля досяг пром. масштабів на поч. 20 ст. і відтоді становить 1-2 млн т/рік. Шахтами експлуатуються родов. бас. Консепсьйон в зат. Арауко (родов. Лота і Коронель). Розробляють круті пласти потужністю до 1 м. Виїмка вугілля ведеться короткими і довгими вибоями. На родов. Вальдівія видобувають суббітумінозне вугілля. На крайньому півдні країни, на родов. Пекет в Магеллановій прот., в районі Пунта-Аренас у 1986 введений в експлуатацію вугільний кар'єр компанії «Cocar» проєктною потужністю 1,1 млн т/рік. Коеф. розкриву на кар'єрі 10. Використовують великовантажні автосамоскиди.
Залізняк. Видобуток і переробка залізняку є другою за значенням галуззю чилійської промисловості після виробництва міді. Основні поклади багатого залізняку (із вмістом металу 61 %) знаходяться в районі Тофо, недалеко від міста Ла-Серена. У 1913 цей район був переданий в оренду американській компанії «Бетлехем стіл корпорейшн». У 1971 рудник був націоналізовано чилійським урядом. Після Другої світової війни великий центр чорної металургії був створений в Уачипато біля Консепсьйона.
В кінці XX ст. зал. руда добувається в осн. відкритим способом (70 %). Розробляються родов. Ель-Альгарробо, Ель-Ромераль, Лос-Колорадос та ін. Руду збагачують, виготовляють залізорудні котуни. Осн. ринок збуту руди — Японія. Котуни експортують в США і Мексику.
Мідна промисловість.
Див. також Мідна промисловість Чилі.
Чилі має високорозвинену мідну промисловість і продовжує займати провідне місце у світі з видобутку міді. Протягом 1990-х років Чилі займала провідне місце у світі з видобутку міді, випереджаючи Сполучені Штати, Канаду, Замбію і Заїр. На частку Чилі припадає близько 30 % природних світових ресурсів міді. Країна постачає ¼ світового видобутку Cu в руді. Протягом 1969—1998 рр. видобуток її збільшився від 667 тис. т до 3,76 млн т, а у 1999 р. виробництво міді в Чилі досягло рекордної величини, 4,434 млн т (+18 % до 1998). При цьому видобуток Au у 1998 досяг 50 т і Ag — 1160 т. За останні 30 років відкрито 22 нових родовищ мідної руди із 124 млн т Cu, а також 18 родовищ благородних металів, що містять понад 1760 т Au і 13,8 тис. т Ag. З них на 8-ми мідних і 13-ти золото-срібних родовищах почалися гірничі роботи. Найбільший рудник — Escondida, на якому за 1990—1998 рр. видобули 4 млн т Cu в руді, 27 т Au і 547 т Ag.
За оцінкою Геологічної служби США в 2000 р. (в дужках дані за 1999 р.) Чилі видобуто 4564(4383) тис. т Cu в руді (1-е місце), за той же час у світі — 13,082(12,6) млн т. Темпи зростання видобутку і виробництва міді в Чилі на межі ХХ-XXI ст. найбільші у світі. У період з 1991 по 2000 рр. виробництво сирої міді в Чилі зросло в 2,8 раза, з 1634,4 до 4603 тис. т на рік. У перші роки XXI ст. Чилі продовжує розвідку і активне освоєння нових міднорудних об'єктів. Це пояснюється наявністю в країні унікальних запасів міді, відносно високим вмістом металу в рудах, новою прогресивною технологією SX-EW (рідинна екстракція — електроліз), що дозволяє значно знизити витрати на вилучення міді. Ведуться дослідження з використання для добування міді мікроорганізмів. Мідь експортується в осн. в Японію, Францію, ФРН, Бразилію.
Золото. Видобуток Au становив у кінці XX ст.: 1998 — 45 т, 1999 — 55 т. Найбільшим підприємством з видобутку руд золота і срібла є «Ель-Індія», введене в дію в 1981 і Compania, що належить «Minera San Jose». Однойменне родов. розробляється відкритим і підземним способами. На підземних розробках використовують систему поверхового обвалення із закладенням виробленого простору. Збагачення руди проводиться на місці. Продукція експортується в США і Японію. Частину золота (до 25 %) і срібла добувають попутно при розробці руд поліметалів і міді.
На початку XXI ст. здійснюється спільний аргентино-чилійський проєкт Паскуа-Лама-Веладеро — найбільший золото-срібний проєкт світу (див. Аргентина).
Срібло. У Чилі до 99 % срібла добувається з родовищ золота і міді приблизно в рівних кількостях. До числа великих золото-срібних родовищ належать: Ла-Койпа з підтвердженими запасами срібла 4450 т, Паскуа (6600 т), Чімбейрос (1430 т). Забезпеченість країни загальними запасами срібла — 20 років.
Літій. Чилі — один з провідних світових виробників літію. Виробництво літію почато в 1984 з введенням в експлуатацію заводу компанії «Sociedad Chilena de Litio» потужністю 7,2 тис. т карбонату літію на рік (південь пустелі Атакама). Для випаровування розсолів родов. Салар-де-Атакама, які видобувають свердловинами, використовують сонячну енергію. Літій експортують в осн. в Японію і Зах. Європу.
Молібденова промисловість Ч. теж займає провідне місце у світі. Молібденовий концентрат добувають при переробці мідно-молібденових руд. Розробляють родов. Чукікамата (попутно тут добувають також золото і срібло) і родов. Ель-Теньєнте. Молібденовий концентрат експортують переважно у Велику Британію, Канаду, Швецію, Нідерланди.
Свинцево-цинкові руди добувають на підземних рудниках «Суньїга» і «Сан-Антоніо», розташованих у пр. Айсен. Продукцію експортують в Японію, Півд. Корею, Іспанію та ін.
Нітрат калію. Чилі займає 2-е місце у світі (після Ізраїлю) з виробництва нітрату калію. Саме ці дві країни випускають основну кількість цієї продукції у світі. На початку XXI ст. Чилі продовжує розвивати свою калійну підгалузь.
У 1999—2000 рр. чилійська компанія Sociedad Quimica у Minera de Chile (SQM) разом з відомою норвезькою фірмою Norsk Hydro спорудила новий завод продуктивністю 160 тис. т нітрату калію на рік на півночі Чилі. За повідомленням керівництва компанії SQM завод почав видавати продукцію в листопаді 2000 р [Industrial Minerals. 2000. № 396]. Введення цього підприємства в експлуатацію ще більш зміцнило позиції Чилі як одного з провідних продуцентів нітрату калію у світі.
Селітряна промисловість. Переважна частина всієї отриманої селітри припадає на натрієву сіль; калійна сіль відіграє другорядну роль. Попутно з селітри вилучають йод. Підприємства розташовані на півночі країни і в зах. частині пустелі Атакама. Видобуток ведуть відкритим способом. Кінцевий продукт містить 15-16 % азоту. Експорт — в країни Західної Європи, Лат. Америки і США.
Основна частка азотних добрив виробляється на трьох комбінатах — в містах Педро-де-Вальдівія, Елена і Вікторія. Крім натрієвої селітри і йоду, в Чилі добувають калієву селітру, сульфат натрію і кухонну сіль.
Видобуток нерудної індустріальної сировини забезпечує потреби цем. промисловості країни. Видобувають вапняк, гіпс, пуцолани. З інших видів неметалорудних матеріалів у вигляді концентратів виробляють кварц, каолін, тальк, польовий шпат, діатоміт. В незначних кількостях добувають руди марганцю, ртуті, сірки, барит, борати, мармур, кухонну сіль, гуано та ін.
Інші корисні копалини. У країні у невеликих кількостях добувається також марганець, вольфрам, алюміній.

## Наукові установи і підготовка кадрів
Геол. і гірничорудні роботи в Ч. контролюються Міністерством гірничорудної промисловості, до складу якого входять Національна геол. і гірничорудна служби. Наук. дослідження в галузі геології і гірн. справи проводять Гірничорудний і металургійний дослідницький центр, Чилійський інститут гірн. інженерів. Кадри для гірн. промисловості готують Католицький університет у Сантьяго (засн. в 1888), Католицький університет у Вальпараїсо (1928), університет Консепсьйон (1919), університет м. Ла-Серена (1981).

## Періодична преса з гірництва
Осн. видання з геології «Minerales» (з 1945), з гірн. справи «Boletin Minero» (з 1957).